# Petr Rosol
Petr Rosol (* 20. Juni 1964 in Znojmo, Tschechoslowakei) ist ein ehemaliger tschechischer Eishockeyspieler und jetziger -trainer.

## Karriere
Petr Rosol wurde in Znojmo geboren, wuchs aber in Ústí nad Labem auf. Er durchlief alle Nachwuchsmannschaften des örtlichen Eishockeyclubs, Slovan Ústí nad Labem, und debütierte während der Saison 1980/81 für die Herrenmannschaft des Vereins in der 1. ČNHL, der damaligen zweiten Spielklasse. Im Alter von 16 Jahren wechselte er zu CHZ Litvínov, für dessen Seniorenmannschaft er zunächst von 1981 bis 1983 in der 1. Liga, der höchsten tschechoslowakischen Spielklasse, aktiv war. Anschließend musste er seinen Militärdienst absolvieren und spielte von 1983 bis 1985 für den Armeesportklub ASD Dukla Jihlava. Mit Dukla Jihlava gewann er in den Spielzeiten 1983/84 und 1984/85 jeweils den tschechoslowakischen Meistertitel. Von 1985 bis 1991 spielte der Flügelspieler erneut für Litvínov in der 1. Liga, wobei er in der Saison 1989/90 bester Vorlagengeber der höchsten tschechoslowakischen Spielklasse war. Die Saison 1990/91 absolvierte er parallel zum Spielbetrieb mit Litvínov in der italienischen Serie A1 beim SHC Fassa. Beim SHC Fassa begann er auch die folgende Spielzeit, ehe er für die Playoffs zum HC Sierre aus der Schweizer Nationalliga B stieß. 
Die Saison 1992/93 verbrachte Rosol größtenteils beim HC Lugano aus der Nationalliga A. Für die Schweizer erzielte er in 24 Spielen 20 Scorerpunkte, davon fünf Tore. Anschließend kehrte er für sechs Spiele zu seinem Stammverein aus Litvínov in die Tschechoslowakei zurück. Von 1993 bis 1999 spielte der Tscheche durchgehend für den NLB-Teilnehmer HC Martigny. Von 1999 bis 2001 trat er für den HC Litvínov aus der nach Teilung der Tschechoslowakei neu gegründeten tschechischen Extraliga an. In der Saison 2001/02 stand er beim EHC Visp in der Nationalliga B unter Vertrag, absolvierte für die Mannschaft jedoch nur zwei Spiele, in denen er ein Tor und drei Vorlagen erzielte. Zuletzt spielte der zweifache Olympiateilnehmer in Deutschland in der Saison 2002/03 für den ESC Saale-Teufel in der viertklassigen Eishockey-Regionalliga sowie in der Saison 2003/04 für den Rostocker EC in der drittklassigen Eishockey-Oberliga, ehe er seine aktive Karriere kurz vor seinem 40. Geburtstag beendete. 

### Als Trainer
Im Winter 2005 wurde er Assistenztrainer von Vladimír Jeřábek bei seinen Stammverein HC Litvínov, erhielt jedoch keinen Vertrag für die folgende Spielzeit. In der Folge war er als Nachwuchstrainer im Verein beschäftigt. Zwei Jahre später, ab dem 41. Spieltag der Saison 2006/07, wurde Rosol erneut Assistenztrainer beim HC Litvínov, diesmal unter Cheftrainer Jaroslav Hübl senior. Dieses Trainerduo blieb bis zum Ende der Saison 2008/09 im Amt. Anschließend betreute Rosol drei Jahre lang als Cheftrainer den HC Slovan Ústečtí Lvi aus der zweiten tschechischen Spielklasse. Mit der Mannschaft wurde er in der Saison 2010/11 Zweitligameister, verpasste aber in der Extraliga-Relegation den Aufstieg. Im Sommer 2012 kehrte er als Trainer zum HC Litvínov in die Extraliga zurück.
Im Oktober 2013 wurde Rosol vom HC Litvínov entlassen und übernahm zwei Monate später das Cheftraineramt beim HC České Budějovice aus der 1. Liga. In der Saison 2016/17 betreute er den EHC Uzwil aus der Schweizer Regio League.

### International
Für die Tschechoslowakei nahm Rosol im Juniorenbereich an der U18-Junioren-Europameisterschaft 1982 sowie der U20-Junioren-Weltmeisterschaft 1984 teil. Bei der U18-EM 1982 gewann er mit seiner Mannschaft die Silber-, bei der U20-WM 1984 die Bronzemedaille. Er selbst konnte auch persönlich überzeugen und wurde bei beiden Turnieren in das All-Star Team gewählt. Bei der U18-EM 1982 war er zudem Topscorer. 
Im Seniorenbereich stand er im Aufgebot seines Landes bei den Weltmeisterschaften 1985, 1986, 1987, 1991 und 1992. Zudem stand er im Aufgebot der Tschechoslowakei bei den Olympischen Winterspielen 1988 in Calgary und 1992 in Albertville sowie 1987 beim Canada Cup. Bei der WM 1985 gewann er mit der Tschechoslowakei die Gold-, bei den Weltmeisterschaften 1987 und 1992 die Bronzemedaille. Bei den Olympischen Winterspielen 1992 gewann er mit seinem Team ebenfalls die Bronzemedaille. 
Für Tschechien nahm er an der Weltmeisterschaft 1993 teil, bei der er mit seiner Mannschaft die Bronzemedaille gewann. 

## Erfolge und Auszeichnungen
- 1984 Tschechoslowakischer Meister mit ASD Dukla Jihlava
- 1985 Tschechoslowakischer Meister mit ASD Dukla Jihlava
- 1990 Bester Vorlagengeber der tschechoslowakischen 1. Liga
- 1997 Topscorer der Nationalliga B
- 2011 Meisterschaft der tschechischen 1. Liga mit dem HC Slovan Ústečtí Lvi (als Cheftrainer)

### International
| - 1982 Silbermedaille bei der U20-Junioren-Weltmeisterschaft - 1982 Silbermedaille bei der U18-Junioren-Europameisterschaft - 1982 Topscorer der U18-Junioren-Europameisterschaft - 1982 All-Star Team der U18-Junioren-Europameisterschaft - 1983 Silbermedaille bei der Junioren-Weltmeisterschaft - 1984 Bronzemedaille bei der U20-Junioren-Weltmeisterschaft - 1984 All-Star Team der U20-Junioren-Weltmeisterschaft | - 1985 Goldmedaille bei der Weltmeisterschaft - 1987 Bronzemedaille bei der Weltmeisterschaft - 1992 Bronzemedaille bei den Olympischen Winterspielen - 1992 Bronzemedaille bei der Weltmeisterschaft - 1993 Bronzemedaille bei der Weltmeisterschaft |